# Morhange
Morhange é uma comuna francesa na região administrativa do Grande Leste, no departamento de Mosela. Estende-se por uma área de 15.38 km², e possui 3.426 habitantes, segundo o censo de 2018, com uma densidade de 220 hab/km².